# Mohammed Moziane
Mohammed El Amine Moziane est un boxeur algérien né le 22 janvier 2002.

## Carrière
Mohammed Moziane remporte la médaille de bronze dans la catégorie des moins de 51 kg aux championnats d'Afrique de boxe amateur 2022 à Maputo.